# Andrena anzu
Andrena anzu là một loài Hymenoptera trong họ Andrenidae. Loài này được Tadauchi & Hirashima mô tả khoa học năm 1987.